# Décès en 1931
Décès
- 1927
- 1928
- 1929
- 1930
- 1931
- 1932
- 1933
- 1934
- 1935

Cet article présente une liste de personnalités mortes au cours de l'année 1931.

Les mois de l'année font également l'objet de listes spécifiques :

## Décès par mois

### Inconnu
- Guydo, peintre, affichiste, dessinateur et illustrateur français (° 22 avril 1868).
- Otton Mieczysław Żukowski, compositeur polonais (° 1867).
- Virginia Frances Sterrett, illustratrice américaine (° 1900).

### Janvier
- 3 janvier : le maréchal Joffre, le « vainqueur de la Marne » et académicien (° 12 janvier 1852).
- 4 janvier : Art Acord, acteur américain (° 17 avril 1890).
- 5 janvier :
  - Henry Ebel, peintre et décorateur français (° 3 juillet 1849).
  - Antonio García García, footballeur espagnol (° 5 avril 1908).
- 6 janvier : Harry Clarke, peintre-verrier et illustrateur irlandais (° 17 mars 1889).
- 7 janvier : Achille Cattaneo, peintre italien (° 30 novembre 1872).
- 11 janvier : Giovanni Boldini, peintre et illustrateur italien (° 31 décembre 1842).
- 13 janvier : Kārlis Balodis, économiste, statisticien et démographe letton (° 20 juin 1864).
- 14 janvier : Paul Maurou, peintre et imprimeur-lithographe français (° 25 juillet 1848).
- 15 janvier :
  - Édouard-Jean Dambourgez, graveur et peintre français (° 14 novembre 1844).
  - Janusz Nawroczyński, peintre polonais (° 16 septembre 1884).
  - Adrien Schulz, peintre et céramiste français (° 12 février 1851).
- 21 janvier : Felix Blumenfeld, compositeur, chef d'orchestre, enseignant et pianiste russe (° 19 avril 1863).
- 23 janvier :
  - Jules-Charles Aviat, peintre français (° 26 juin 1844).
  - Anna Pavlova, danseuse étoile soviétique (° 12 février 1881).
- 25 janvier : Charles-Louis Houdard, peintre et graveur français (° 4 septembre 1855).
- 28 janvier : Gunther Plüschow, explorateur et aviateur allemand (° 8 février 1886).
- 26 janvier : César Pattein, peintre français (° 30 septembre 1850).
- 31 janvier :
  - José Berdié, footballeur espagnol (° 1887).
  - Charles Meyer, coureur cycliste dano-français (° 16 mars 1868).

### Février
- 1er février :
  - Honoré Cavaroc, peintre et photographe français (° 18 décembre 1846).
  - Lluís d'Ossó, pionnier du football espagnol, membre fondateur du FC Barcelone (° 1877).
- 4 février :
  - Mauricio Bacarisse, poète, écrivain, essayiste, traducteur et collaborateur en presse espagnol (° 20 août 1895).
  - Herman Frederik Carel ten Kate, explorateur, peintre et anthropologue néerlandais (° 23 juillet 1858).
- 5 février : Athanásios Eftaxías, homme politique grec (° 1849).
- 6 février :
  - Antonio Luis von Hoonholtz, baron de Tefé, amiral et géographe brésilien qui explora le cours de l'Amazone (° 9 mai 1837).
  - Motilal Nehru, activiste indien (° 6 mai 1831).
- 10 février : Eugen de Blaas, peintre italien (° 24 juillet 1831).
- 12 février : Édouard Vimont, peintre français (° 8 août 1846).
- 13 février :
  - Martin Feuerstein, peintre germano-alsacien (° 6 janvier 1856).
  - Narashige Koide, peintre et illustrateur japonais (° 13 octobre 1887).
- 15 février : Nicolae Petrescu-Găină, caricaturiste roumain (° 31 mars 1871).
- 16 février : Juan Vert, compositeur espagnol de zarzuelas (° 22 avril 1890).
- 21 février : Rhona Haszard, peintre néo-zélandaise (° 21 janvier 1901).
- 28 février : Eugène Béjot, peintre et graveur français (° 31 août 1867).

### Mars
- 4 mars : Thomas Hutton-Mills Senior, avocat et leader nationaliste de la Côte-de-l'Or britannique (° 13 juin 1865).
- 7 mars : 
  - Lupu Pick, acteur, réalisateur, scénariste et producteur allemand (° 2 janvier 1886).
  - Antoine Degert, écrivain, religieux et enseignant français  (° 9 décembre 1859)
- 8 mars : Emídio Dantas Barreto, militaire, homme politique et auteur brésilien (° 22 mars 1850).
- 10 mars : Georges Fournier, peintre, céramiste et photographe français (° 15 septembre 1855).
- 17 mars : Pietro Maffi, cardinal italien, archevêque de Pise de 1903 à 1931 (° 12 octobre 1858).
- 18 mars : Friedrich Murnau, réalisateur allemand (° 28 décembre 1888).
- 19 mars : Umberto Maddalena, pilote d'avion italien (° 14 décembre 1894).
- 24 mars :
  - Charles Clary, acteur américain (° 24 mars 1873).
  - Ernest Quost, peintre français (° 24 février 1842).

### Avril
- 1er avril :
  - Macklyn Arbuckle, acteur américain (° 9 juillet 1866).
  - Paul Guignebault, peintre, dessinateur et graveur français (° 15 avril 1871).
- 2 avril :
  - André Michelin, ingénieur et industriel français (° 15 janvier 1853).
  - Clovis Frédéric Terraire, peintre et musicien français (° 14 novembre 1858).
- 7 avril : Theo van Doesburg, peintre, architecte et théoricien de l'art néerlandais (° 30 août 1883).
- 8 avril : Lázaro Chacón González, homme d'État guatémaltèque (° 27 juin 1863).
- 9 avril : Paul Vidal, compositeur français (° 16 avril 1873).
- 14 avril :
  - Albert Siffait de Moncourt, peintre français (° 17 décembre 1858).
  - Kazimierz Zieleniewski, peintre et aquarelliste polonais (° 6 février 1888).
- 15 avril : Jacob Hägg, officier naval et peintre de marines suédois (° 21 juillet 1839).
- 16 avril : Cesare Mauro Trebbi, peintre et lithopgraphe italien (° 3 juin 1847).
- 23 avril : Jean-Victor Augagneur, homme politique français (° 16 mai 1855).
- 25 avril : Abraham Mintchine, peintre russe puis soviétique (° 4 avril 1898).
- 27 avril : Octave Morillot, peintre français (° 29 août 1878).
- 30 avril : Marguerite Pinès de Merbitz, peintre française (° 17 juin 1845).

### Mai
- 12 mai :
  - Josef Kaspar Sattler, peintre, dessinateur et graveur allemand (° 20 juillet 1867).
  - Eugène Ysaÿe, violoniste belge (° 16 juillet 1858).
- 13 mai : Robert Noir, peintre, illustrateur et aquarelliste français (° 16 mai 1864).
- 25 mai : Étienne Tournès, peintre français (° 10 avril 1855).
- 31 mai : Willy Stöwer, peintre allemand (° 22 mai 1864).

### Juin
- 1er juin : Paul Cappé, compositeur français (° 1869).
- 2 juin : Jules Lagae, sculpteur belge (° 15 mars 1862).
- 13 juin : Richard Ranft, peintre paysagiste, dessinateur et graveur suisse (° 18 juillet 1862).
- 14 juin :
  - Jimmy Blythe, pianiste de jazz américain (° 20 mai 1901).
  - Giuseppe Mentessi, peintre italien (° 29 septembre 1857).
- 22 juin : Armand Fallières, ancien président de la république française (° 6 novembre 1841).
- 25 juin : Maurice Vauthier, homme politique belge (° 2 mars 1860).

### Juillet
- 2 juillet : Charles Quef, organiste et compositeur français (° 1er novembre 1873).
- 3 juillet : Alexis Axilette, peintre français (° 10 octobre 1860).
- 7 juillet : Pierre-Paul-Léon Glaize, peintre français (° 3 février 1842).
- 11 juillet : Jean-Louis Forain, peintre, goguettier, illustrateur et graveur français (° 23 octobre 1852).
- 14 juillet : Friedrich von Payer, homme politique allemand (° 12 juin 1847).
- 17 juillet : Jean Henri Tayan, peintre et décorateur français (° 17 juillet 1855).
- 18 juillet : Hermann Hendrich, peintre allemand (° 31 octobre 1854).
- 21 juillet : Herman Bemberg, compositeur français (° 29 mars 1859).
- 28 juillet : Charles Joseph Doherty, homme politique fédéral canadien provenant du Québec (° 11 mai 1855).

### Août
- 1er août : André Delaistre, peintre paysagiste français (° 10 septembre 1865).
- 5 août :
  - Henri Jourdain, peintre, sculpteur, dessinateur, graveur et illustrateur français (° 30 novembre 1863).
  - Ma Qi, général et homme politique chinois (° 1869).
- 6 août : John Richard Clark Hall, avocat et écrivain britannique (° 1855).
- 14 août : Gitanillo de Triana (Francisco Vega de los Reyes), matador espagnol (° 23 septembre 1903).

### Septembre
- 6 septembre : Marcel-Lenoir, peintre, fresquiste, bijoutier, enlumineur, graveur et dessinateur français (° 11 mai 1872).
- 9 septembre : Lujo Brentano économiste et un grand réformateur social allemand (° 18 décembre 1844).
- 10 septembre : Salvatore Maranzano, mafioso italo-américain (° 31 juillet 1886).
- 12 septembre : Joseph Marie Le Brix, pilote français de l'aviation maritime (° 22 février 1899).
- 19 septembre : Sergueï Svetoslavski, peintre paysagiste russe puis soviétique (° 6 octobre 1857).
- 20 septembre : Ugo Falena, réalisateur de cinéma de la période du muet et librettiste d'opéra italien (° 25 avril 1875).
- 28 septembre : Sylvain Dupuis, musicien, chef d'orchestre, compositeur et pédagogue belge (° 9 octobre 1856).
- 29 septembre : William Orpen, peintre portraitiste irlandais (° 27 novembre 1878).
- 30 septembre : Ernest de Chamaillard, peintre français de l'École de Pont-Aven (° 9 décembre 1862).

### Octobre
- 1er octobre : Gabriel Desrivières, peintre français (° 25 janvier 1857).
- 2 octobre : le prince Jacques de Bourbon, duc d'Anjou et de Madrid, aîné des Capétiens et chef de la maison de France (° 27 juin 1870).
- 3 octobre : Carl Nielsen, compositeur danois (° 9 juin 1865).
- 9 octobre : David Matalon, homme politique grec (° 1872).
- 10 octobre : Jean Camille Bellaigue, dessinateur publicitaire, illustrateur de livres, aquarelliste, graveur et médailleur français (° 2 avril 1893).
- 11 octobre : Emilio Borsa, peintre de genre et de paysages italien (° 6 mai 1857).
- 18 octobre :
  - Thomas Edison, inventeur américain (phonographe, ampoule électrique, etc.) (° 11 février 1847).
  - Lesser Ury, peintre et graveur allemand (° 7 novembre 1861).
- 20 octobre : Emánuel Moór, pianiste, compositeur et concepteur de pianos hongrois (° 19 février 1863).
- 21 octobre : Arthur Schnitzler, dramaturge autrichien (° 15 mai 1862).
- 28 octobre :
  - John Mary Abbey, facteur d'orgues français (° 23 février 1886).
  - George Gibbs (1er baron Wraxall), homme politique britannique (° 6 juillet 1873).
  - Carmelo Pérez (Armando Pedro Antonio Procopio Pérez Gutiérrez), matador mexicain (° 23 décembre 1908).
- 29 octobre : Gabriel Koenigs, mathématicien français (° 17 janvier 1858).

### Novembre
- 1er novembre : Fred Huntley, acteur, réalisateur et scénariste britannique (° 29 août 1862).
- 4 novembre : Luigi Galleani, théoricien anarchiste italien, éditeur du journal Cronaca Sovversiva (° 12 août 1861).
- 7 novembre : Anton Huotari, député et rédacteur en chef finlandais (° 21 janvier 1881).
- 12 novembre : William Barbotin, peintre, sculpteur et graveur français, collaborateur de la presse libertaire (° 25 août 1861).
- 14 novembre : Auguste Oleffe, peintre belge (° 17 avril 1867).
- 17 novembre :
  - Guéorgui Atanassov, compositeur bulgare (° 6 mai 1882).
  - Adelia Armstrong Lutz, peintre américaine (° 25 juin 1859).
  - Helmut Kolle, peintre allemand (° 24 février 1899).
- 27 novembre : Robert Ames, acteur américain (° 23 mars 1889).
- 29 novembre : Deng Yanda, officier militaire du Parti nationaliste chinois (° 1er mars 1895).
- 30 novembre : Marc Delmas, compositeur français (° 28 mars 1885).

### Décembre
- 2 décembre : Vincent d'Indy, compositeur français (° 27 mars 1851).
- 5 décembre : Willem Bastiaan Tholen, peintre, dessinateur et graveur néerlandais (° 13 février 1860).
- 10 décembre : Enrico Corradini, écrivain et homme politique italien (° 20 juillet 1865).
- 11 décembre : Willem de Zwart, peintre et graveur néerlandais (° 16 mai 1862).
- 13 décembre : Gustave Le Bon, sociologue et philosophe français (° 7 mai 1841).
- 18 décembre : Louis Billot, cardinal français, jésuite (° 12 janvier 1846).
- 23 décembre : Pierre Laprade, peintre et graveur français (° 25 juillet 1875).
- 26 décembre : Paul Baudoüin, peintre français (° 24 octobre 1844).
- 27 décembre : José Figueroa Alcorta, avocat et homme politique argentin (° 20 novembre 1860).
- 29 décembre : Émile Jourdan, peintre français (° 30 juillet 1860).
- 30 décembre : George Eulas Foster, enseignant et politicien (° 3 septembre 1847).

### Date précise inconnue
- Édouard Michel-Lançon, peintre français (° 20 octobre 1854).
- Sadami Yokote, peintre figuratif japonais (° 1899).